# École supérieure des sciences économiques et commerciales

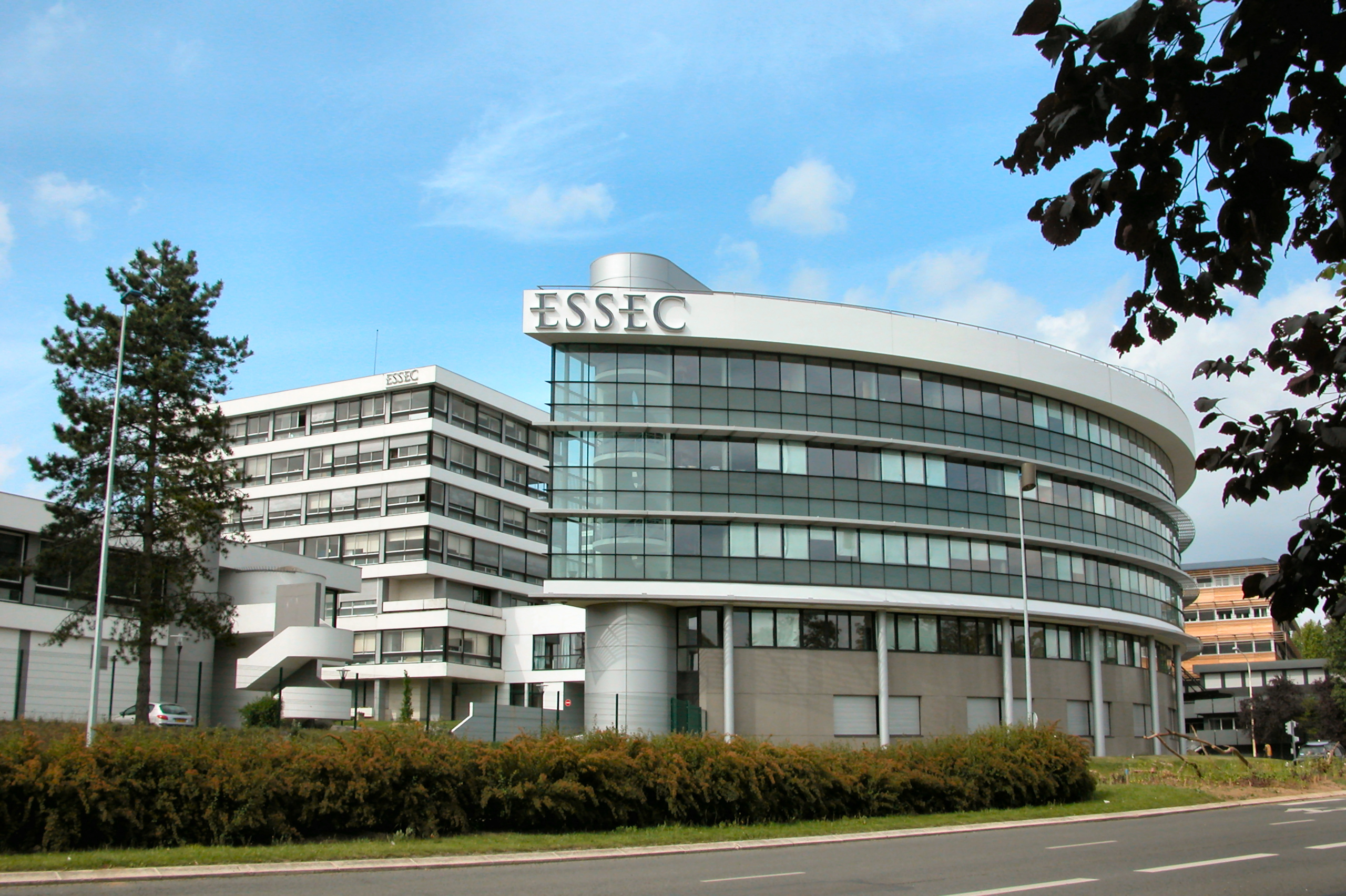
Campus der ESSEC in Cergy

Die École Supérieure des Sciences Économiques et Commerciales (kurz: ESSEC) ist eine französische Wirtschaftshochschule. Die hoch selektive Grande École wurde 1907 in Paris von Jesuiten gegründet und verlegte 1973 ihren Campus nach Cergy, einer Großstadt im Nordwesten von Paris. Sie wird wie die HEC Paris und die ESCP Business School von der Industrie- und Handelskammer Paris (CCIP) verwaltet und bildet mit ihnen die "trois Parisiennes" (drei Pariserinnen). Die dreifache Akkreditierung aus AMBA, EQUIS und AACSB zeichnet sie mit der Triple Crown aus. Im maßgeblichen Ranking der Financial Times belegt sie im Jahr 2021 den Platz 8 Europas. Das QS World University Rankings sieht sie im selben Jahr für den Master in Management auf Platz 3 der Welt.

## Geschichte
Die ESSEC wurde 1907 als Institut économique von Ferdinand Le Pelletier in Paris gegründet. Schon Anfang des 19. Jahrhunderts kam es mehrfach zur Gründung von Wirtschaftshochschulen in Paris, die um internationale Studenten buhlten. Die bis dahin erfolgreichen Wirtschaftshochschulen wie die ESCP Business School und die HEC Paris waren jedoch säkulare Hochschulen. Durch die strikte Trennung von Kirche und Staat suchte die katholische Kirche in dieser Zeit Einfluss wiederzugewinnen, um ihre Moralvorstellungen auch in der Wirtschaft platzieren zu können und eine neue Generation von Führungskräften auszubilden. Die ESSEC wurde somit die Antwort der Katholische Kirchen auf die säkularen und republikanischen Tendenzen der damaligen Zeit. Die Schule wurde zunächst im 1854 von Jesuiten gegründeten École Sainte Geneviève begonnen und startete im ersten Jahr mit sieben Studenten die zunächst zwei Jahre studierten.
Mit den Gesetzen zur Trennung von Kirche und Staat 1905 musste die ESSEC ihre Eigenständigkeit wieder aufgeben und wurde in das Institut Catholique de Paris (ICP) integriert. As Ergebnis hatte sie zum Beginn des Ersten Weltkriegs nur noch vier Studenten und zwei im Folgejahr. 1920 hatte sie wieder 50 Studenten im ersten Jahr. Bis 1930 stiegen die Studentenzahlen auf 150 Personen. Ab 1930 hatte die Schule erneut Probleme, fähige Studenten anzuziehen. Ab 1941 wurden das erste Mal Zulassungskurse (classes préparatoires) für die Aufnahme an der ESSEC vorausgesetzt. Die Französische Handelskammer hatte das vereinheitlichende System der Vorbereitungskurse an den écoles de commerce per Erlass mit Gültigkeit ab 1947 veröffentlicht. Die ESSEC weigerte sich zunächst, dieselben Standards wie die HEC und ESCP umzusetzen und bot eigene Vorbereitungskurse an. 1951 gab die ESSEC ihren Sonderweg jedoch auf und schloss sich dem öffentlichen classes préparatoires-System der anderen beiden Grande écoles an. Ab 1950 wurde das erste Mal ein Pflichtpraktikum am Ende des Studiums eingeführt.

## Studiengänge
- Essec Global BBA (Bachelor)
- Master of Science in Management
- Advanced Masters (Wahlweise Supplychain, Business Law, Finance, Marketing, Strategy, uvm.)
- Master of Business Administration (Global MBA, MBA in International Luxury Brand Management, MBA in Hospitality Management, uvm.)
- Executive MBA ESSEC & Mannheim
- Executive MBA Asia-Pacific
- PhD in Business Administration

## Rankings und Akkreditierung
|                                                                   | 2016 | 2017 | 2018 | 2019 | 2020 |
| ----------------------------------------------------------------- | ---- | ---- | ---- | ---- | ---- |
| FT - European Business School                                     | 18th | 23rd | 8th  | 7th  | 6th  |
| Undergraduate - France                                            |      |      |      |      |      |
| Le Point - Classement des Bachelors (France)                      | 1st  | 1st  | 1st  | 1st  | 1st  |
| L'Étudiant - Classement des Bachelors (France)                    | 1st  | 1st  | 1st  | 1st  | 1st  |
| Graduate - Worldwide                                              |      |      |      |      |      |
| FT - Master in Management (Worldwide)                             | 3rd  | 5th  | 4th  | 3rd  | 3rd  |
| FT - Master in Finance (Worldwide)                                | 7th  | 3rd  | 5th  | -    | 4th  |
| QS - Advanced Master Strategy & Mgt of Intal Business (Worldwide) | -    | 4th  | 4th  | 3rd  | 3rd  |
| QS - Master in Finance (Worldwide)                                | -    | 10th | 9th  | 6th  | 7th  |
| QS - Master in Data Sciences & Business Analytics (Worldwide)     | -    | -    | 4th  | 3rd  | 3rd  |
| QS - Global MBA (Worldwide)                                       | -    | 27th | 26th | 30th | 27th |
| Graduate - Asia                                                   |      |      |      |      |      |
| FT - Master in Management (Asia)                                  | 1st  | 1st  | 1st  | 1st  | 1st  |
| FT - Master in Finance (Asia)                                     | 1st  | 1st  | 1st  | -    | 1st  |
| QS - Global MBA (Asia)                                            | -    | -    | 2nd  | 1st  | 2nd  |
| Executive - Worldwide                                             |      |      |      |      |      |
| FT - Executive Education Open (Worldwide)                         | 18th | 24th | 23rd | 21st | 16th |
| FT - Executive Education Customised (Worldwide)                   | 15th | 17th | 12th | 5th  | 3rd  |
| FT - Executive MBA (Worldwide)                                    | 45th | 47th | 47th | 45th | 32th |
| The Economist - Executive MBA (Worldwide)                         | -    | -    | 17th |      |      |
| QS - Executive MBA (Worldwide)                                    | -    | 7th  | 10th | 10th |      |

## Bekannte ehemalige Studenten
- Thierry Antinori (* 1961), Luftfahrtmanager
- Michel Bon (* 1943), Präsident von France Telecom[11]
- Pierre-André de Chalendar (* 1958), Direktor und Präsident der Saint-Gobain Gruppe
- Enrique Barón Crespo (* 1944), Politiker
- Édouard Courtial (* 1973), Politiker
- Cécile Duflot (* 1975), Politikerin, Ministerin in Frankreich 2012–2014
- Élisabeth Moreno (* 1970), Geschäftsfrau und Politikerin, Ministerin in Frankreich[12]
- Fleur Pellerin (* 1973), Politikerin, Ministerin in Frankreich 2012–2016
- Tony Estanguet (* 1978), Olympiasieger im Kanuslalom und Sportfunktionär
- Édouard Stern (1954–2005), französischer Banker